# Spyker
Para a empresa atual, veja Spyker Cars.
Para a escuderia de F1, veja Spyker F1.
Spyker foi uma empresa neerlandesa (holandesa) fabricante de carruagens, veículos e aviões fundada em 1880 por Jacobus e Hendrik-Jan Spijker. Originalmente localizada em Hilversum, a empresa foi transferida para Trompenburg, Amsterdã, em 1898. Faliu em 1926.
Em 1999, uma nova empresa, a Spyker Cars, foi fundada, mas não relacionada à empresa original, a não ser pela marca, lema e logotipo.

## Modelos
| Modelo          | Ano       | Detalhes                                     |
| --------------- | --------- | -------------------------------------------- |
| Spyker 3hp      | 1900-1902 | 2 cylinder                                   |
| Spyker 5hp      | 1900-1900 |                                              |
| Spyker 5hp      | 1900-1900 | boxer engine                                 |
| Spyker 6hp      | 1902-1902 | water cooled engine.                         |
| Spyker 10/12    | 1903-1903 | 2 cylinder                                   |
| Spyker 20/24    | 1903-1904 | 4 cylinder                                   |
| Spyker 36/50    | 1903-1903 | 6 cylinder 5,073 cc                          |
| Spyker 60/80    | 1903-1907 | 6 cylinder 8,821 cc                          |
| Spyker 16/20    | 1903-1907 | 4 cylinder                                   |
| Spyker 30/36    | 1903-1907 |                                              |
| Spyker 14/18    | 1904-1907 | 4 cylinder 2544 cc                           |
| Spyker 20/28    | 1904-1907 | 4 cylinder                                   |
| Spyker 25/36    | 1904-1905 | 4 cylinder 7,964 cc. Fourwheel drive option. |
| Spyker 32/40    | 1904-1905 | 4 cylinder. Fourwheel drive option.          |
| Spyker 15/22    | 1905-1907 | 4 cylinder 3456 cc.                          |
| Spyker 10/15    | 1907-1907 | 4 cylinder.                                  |
| Spyker 15/22    | 1907-1907 | 4 cylinder 2799 cc.                          |
| Spyker 20/30    | 1907-1907 | 4 cylinder 4562 cc.                          |
| Spyker 30/42    | 1907-1907 | 4 cylinder 6902 cc.                          |
| Spyker 40/80    | 1907-1907 | 4 cylinder 10,603 cc.                        |
| Spyker 15/22    | 1907-1910 | 4 cylinder 2799 cc.                          |
| Spyker 60/80    | 1909-1909 | 4 cylinder.                                  |
| Spyker 10/15    | 1910-1912 | 4 cylinder. Delivery van.                    |
| Spyker 15/25    | 1910-1912 | 4 cylinder. Delivery van.                    |
| Spyker 12       | 1910-1914 | 4 cylinder.                                  |
| Spyker 16       | 1910-1912 | 4 cylinder.                                  |
| Spyker 18       | 1910-1912 | 4 cylinder.                                  |
| Spyker 25       | 1910-1912 | 4 cylinder. 4589 cc.                         |
| Spyker 25/30    | 1911-1912 | 6 cylinder.                                  |
| Spyker 20       | 1912-1916 | 4 cylinder. 3435 cc.                         |
| Spyker 30       | 1912-1916 | 4 cylinder. 6082 cc.                         |
| Spyker 40       | 1912-1916 | 4 cylinder. 7238 cc.                         |
| Spyker 14       | 1913-1916 | 4 cylinder.                                  |
| Spyker 12       | 1914-1916 | 4 cylinder. 1795 cc.                         |
| Spyker 13/30 C1 | 1916-1921 | 4 cylinder. 3560 cc.                         |
| Spyker 14/34 C1 | 1920-1921 | 4 cylinder. 3562 cc.                         |
| Spyker C2       | 1916-1925 | 4 cylinder. 4607 cc. Two ton truck.          |
| Spyker 30/40 C4 | 1920-1925 | 6 cylinder Maybach engine. 5742 cc.          |